# Распутин (фильм, 1996)
«Распу́тин» (англ. Rasputin: Dark Servant of Destiny) — исторический телефильм 1996 года, режиссёра Ули Эделя. Удостоен тремя премиями «Золотой глобус» в 1997 году и «Эмми» в 1996 году. На российском телевидении (канал ОРТ) фильм впервые показан 1 декабря 1999 года.

## Сюжет
В 1991 году были обнаружены останки русского царя Николая II и его семьи (за исключением Алексея и Марии). Остальную часть истории рассказывает голос маленького сына Николая, цесаревича Алексея Николаевича.
1883 год, Западная Сибирь, молодой Григорий Распутин получает просьбу от своего отца и группы мужчин совершить волшебство. Распутину является видение, и он обличает одного из мужчин как конокрада. Хотя его отец сначала дает ему пощечину за такое обвинение, Распутин наблюдает, как этого человека выгоняют на улицу и избивают.
Двадцать лет спустя Распутин видит видение Девы Марии, побудившее его стать священником. Распутин быстро становится знаменитым, и люди, даже епископ, просят его благословения.
Тем временем в Санкт-Петербурге Алексей прикован к постели из-за сильного ушиба ноги, вызванного гемофилией, заболеванием, препятствующим нормальному свертыванию крови. Николай до сих пор держал болезнь Алексея в секрете от русского народа. Евгений Боткин, лейб-медик семьи, не смог помочь мальчику. Мать Алексея, царица Александра Фёдоровна, решает обратиться к духовному целителю, и ей рекомендуют обратиться к Распутину.
Распутина вызывают в царский дворец и приводят к Алексею. Распутин пугает Николая и Александру, спрашивая Алексея о его ноге, несмотря на то, что ни один из них не говорил ему о болезни Алексея. Распутин успокаивает Алексея образами плавания под парусом, кладя руку на ногу мальчика. Распутин, прихрамывая, уходит, заставляя Александру поверить, что он впитал боль Алексея в свое собственное тело. Николай спрашивает Распутина, откуда он узнал о ноге Алексея, и Распутин отвечает, что Дева Мария сказала ему и послала его исцелить Алексея; Николай относится к этому скептично.
На следующее утро Алексей просыпается совершенно здоровым и заявляет, что Распутин исцелил его с помощью магии. Доктор Боткин настаивает, что помогло лечение, которое он начал применять к Алексею неделю назад. Александра навещает Распутина, чтобы поблагодарить его. Распутин подвергает сомнению веру Александры в Бога, возлагая вину за болезнь Алексея на ее слабые молитвы. Александра просит Распутина переехать к семье и выделяет ему отдельную комнату во дворце.
Распутин начинает знакомиться с дочерьми Николая, Ольгой, Татьяной, Марией и Анастасией; это беспокоит Николая после того, как до него доходят слухи о распутстве Распутина и его интрижках с проститутками. Вскоре Николай просит Распутина покинуть дворец.
Позже у Алексея начинается сильное кровотечение из носа, и Александра умоляет вернуть Распутина, чтобы снова исцелить ее сына. Распутин возвращается и исцеляет Алексея, обращая в свою веру Николая, хотя доктор Боткин по-прежнему убежден, что Распутин просто гипнотизирует Алексея.
Доктор Боткин высказывает свои подозрения премьер-министру России Петру Столыпину, который посылает людей шпионить за Распутиным. Женщина по имени принцесса Мариса посещает Распутина, прося благословения. Распутин говорит ей, что прежде чем просить отпущения грехов, нужно согрешить, и убеждает ее заняться с ним сексом. Шпионы Столыпина наблюдают за тем, как это происходит.
Столыпин обращается к Николаю со своими выводами и известием о том, что по всей России циркулируют слухи о пребывании Распутина во дворце и близости к императорской семье, особенно к Александре. В ту ночь пьяный Распутин отпускает несколько непристойных замечаний в адрес императорской семьи и предстает перед царем. Николай изгоняет Распутина из Санкт-Петербурга, и Распутин предсказывает ужасное будущее России и убийство самого Столыпина. Месяц спустя Николаю сообщают о начале Первой мировой войны, а Столыпин застрелен.
У Алексея снова сильное кровотечение, что побудило Александру и Николая позвонить Распутину. Распутин исцеляет Алексея по телефону, вновь подтверждая веру Николая в целителя. Распутин прощен и возвращается во дворец.
Поскольку миллионы русских солдат гибнут в Первой мировой войне, граждане возлагают вину на Александру и Распутина. Распутин перестает видеть Деву Марию, из-за чего Александра и его собратья-монахи покидают его.
Группа людей во главе с князем Феликсом Юсуповым решает убить Распутина и приглашает его во дворец Юсуповых в декабре 1916 года. Феликс кормит Распутина пирожными и вином, сдобренным смертельным количеством цианида, но приходит в ужас, когда это не оказывает никакого эффекта. Затем Феликс стреляет в Распутина, который все еще не умирает. Распутин, спотыкаясь, идет через двор к дворцовым воротам, прежде чем в него стреляют еще четыре раза, и, наконец, он падает и умирает. Его тело сбрасывают с моста в ледяную реку Малая Невка.
Александра читает записку, оставленную Распутиным, раскрывающую его предварительное знание о том, что он будет убит, и что, если убийцами будут дворяне, императорская семья погибнет в течение двух лет.
В 1917 году, когда Россия оказалась на грани распада из-за войны, Николай был вынужден отречься от престола и был отправлен в изгнание вместе со своей семьей. Императорская семья была расстреляна в Екатеринбурге 17 июля 1918 года.

## В ролях
- Алан Рикман — Распутин
- Грета Скакки — Александра Фёдоровна
- Иэн Маккеллен — Николай II
- Джеймс Фрейн — Феликс Юсупов
- Фредди Файндлей — цесаревич Алексей
- Дэвид Уорнер — Доктор Боткин
- Александр Половцев — солдат-большевик (не указан в титрах)
- Евгений Ганелин — солдат-большевик
- Зофия Ивонь — великая княжна Мария
- Патриция Ковач — великая княжна Анастасия
- Елена Малашевская — великая княжна Ольга
- Наталья Решетникова — великая княжна Татьяна
- Габор Конц — комиссар Юровский
- Роберт Лэнг — Протопопов
- Джон Тёрнер — великий князь Сергей
- Йен Хогг — Пуришкевич
- Джон Вуд — Петр Столыпин
- Питер Джеффри — епископ Гермоген
- Джулиан Карри — доктор Лазоверт
- Иштван Биккеи — матрос Деревенько
- Ласло Синко — генерал Рузский
- Анатолий Сливников — дворцовый гвардеец

## Награды и номинации
| Премия           | Номинация                                                             | Персона       | Результат |
| ---------------- | --------------------------------------------------------------------- | ------------- | --------- |
| «Золотой глобус» | Лучший мини-сериал или телефильм                                      |               | Победа    |
| «Золотой глобус» | Лучший актёр мини-сериала или фильма для ТВ                           | Алан Рикман   | Победа    |
| «Золотой глобус» | Лучший актёр второго плана сериала, мини-сериала или фильма для ТВ    | Иэн Маккеллен | Победа    |
| «Золотой глобус» | Лучшая актриса второго плана сериала, мини-сериала или фильма для TV  | Грета Скакки  | Номинация |
| «Эмми»           | Лучший актёр мини-сериала или фильма для ТВ                           | Алан Рикман   | Победа    |
| «Эмми»           | Лучшая актриса второго плана сериала, мини-сериала или фильма для TВ  | Грета Скакки  | Победа    |
| «Эмми»           | Лучшая работа оператора-поставщика мини-сериала или фильма для ТВ     | Элемер Рагайи | Победа    |
| «Эмми»           | Лучшая работа художника-постановщика в мини-сериале или фильме для ТВ |               | Номинация |
| «Эмми»           | Лучшая работа художника по костюмам в мини-сериале или фильме для ТВ  | Наташа Ландау | Номинация |
| «Эмми»           | Лучший актёр второго плана сериала, мини-сериала или фильма для ТВ    | Иэн Маккеллен | Номинация |

## Прочее
- Фильм также известен под французским названием La fin des Romanov (Конец Романовых).
- В конце фильма указывается, что останки Алексея не были найдены. Они были обнаружены через 11 лет после выхода фильма, в 2007 году.